# Гарай (футбольний клуб)
«Гарай» — аматорський футбольний клуб з міста Жовква Львівської області. У сезонах 1995/96—1998/99 грав на професіональному рівні, у другій лізі чемпіонату України. В сезоні 1993/94 команда стала чемпіоном Львівської області, а в 2002 «Гарай» виграв аматорський Кубок України.

## Історія

### Футбол у Жовкві
До Другої світової війни в Жовкві були три футбольні команди: українська «Стріла», єврейська «Нордія», польська «Гута».
У після воєнні роки виступав «Авангард» (Нестерів). Який у 1958 році виграв чемпіонат Львівської області з футболу. Пізніше виступали команди «Кооператор» (Нестеров) і «Темп» (Нестеров), які значних успіхів не мали. Наступна команда в Жовкві – «Арсенал». Команда базувалась при заводі «Автомат». 

### Створення ФК «Гарай» і статус професіонального клубу
Дата створення футбольного клубу «Гарай» 11 січня 1990 року.
1990 — 1-ше місце у групі «А» другої ліги чемпіонату Львівщини та здобув путівку у першу (найвищу на той час) лігу Львівщини, 1991 — за сумою виступів доролого і молодіжного складів розділив 3-4 місця в обласному чемпіонаті з сокальським «Соколом», гравець «Гарая» В. Агабеков з 25 голами став найкращим бомбардиром. У 1994 році команда стала чемпіоном Львівської області та виграла кубок Львівщини.
У сезоні 1994/95 «Гарай» зайняв 1 місце другої підгрупи чемпіонату України серед аматорів, що дозволило команді на сезон 1995/96 заявитися у другу професіональну лігу чемпіонату України. Команда, під керівництвом Богдана Блавацького, зайняла 8 місце серед 22 команд. Тоді за команду виступали Юрій Беньо і Володимир Єзерський, пізніше до команди приєднався Віталій Постранський. Після сезону 1995–1996 Юрій Беньо і Віталій Постранський перейшли у «Карпати» Львів і «Карпати-2» Львів відповідно, а через рік Володимир Єзерський теж перейшов у «Карпати». Фінансові труднощі і втрата лідерів вплинули на результати «Гарая» і команда почала з кожним сезоном опускатися все нижче по турнірній таблиці. В сезоні 1998–1999 через заборгованість за членськими внесками у ПФЛ з клубу знято 6 турнірних балів, а сам клуб знявся зі змагань після 1 кола.

### 2000 — 2011
Після року перерви, клуб відновив виступи у другому дивізіоні чемпіонату Львівщини. 
У 2002 — 2004 роках брав участь у Кубку України з футболу серед аматорів. З першого ж разу «Гарай» виграв Кубок України серед аматорів 2002 року. Де у фіналі двічі обіграли  ФК «Рудь» (Житомир) із загальним рахунком 5:2.
Пізніше клуб двічі доходив до півфіналу: у 2003 році (де програв  «ОДЕК—у» (Оржів))  та у 2004 році (де у підсумку двох матчів програв «Хіммашу» з Коростеня із загальним рахунком 2:3). Також тричі брав срібло  чемпіонату Львівщини у 2002 — 2004 роках.
Потім до 2008 року грав у різних за рангом лігах  чемпіонату Львівської області. Також 2008 рік став початком відліку для іншого футбольного клубу «Жовква».
У 2009 через фінансові причини (які переслідували клуб ще з часів виступів у Другій лізі) призупинив виступи на обласному рівні, проте успішно виступив на першість Жовківського району, вкотре ставши чемпіоном району. А ФК «Жовква» зайняв 3 місце. У 2010 «Гарай» поступився першою сходинкою команді з Гійче.
У 2011 за сприянням Жовківської міської ради «Гарай» відновив виступи у Вищій лізі чемпіонату Львівщини. Також на першість району виступав фарм-клуб — «Гарай-2». На матчі стадіон «Розточчя» повністю заповнювався, адже люди скучили за хорошим футболом. Принциповим матчем була зустріч ФК «Жовкви» та «Гараю», справжнє дербі.
У цьому ж році команда розпалася, фінансування було припинено, а клуб припинив своє фактичне існування. Команда, яка ще зовсім недавно була гордістю кожного дотичного до футболу Жовківчанина, на жаль, занепала.
Про ФК "Гарай" почали забувати! Більше як одинадцять років, команда взагалі не приймала участі у жодних змаганнях на стадіоні "Розточчя".
Клуб на тривалий час припинив свою діяльність.

### 2022 - по теперішній час
Після найважчих падінь, потрібно знайти сили, підвестися та почати все знову.
Вірні вболівальники, ветерани клубу та дотичні до команди люди, мріяли, що ось-ось під козацький марш на поле вийдуть 11 козаків, які самовіддано захищатимуть честь міста на спортивній арені.
У січні 2022 року на загальних зборах Жовківського футбольного клубу "Гарай" обрано нового президента - Богдана Скоропада. Одного із ініціаторів відродження команди.
У вересні 2022 року ФК "Гарай" розпочав своє відродження там, де і закінчив - у Вищій лізі району та з першого ж разу здобув довгоочікуване чемпіонство.
У сезоні 2023 ФК "Гарай" після 12-и років перерви, повертається у чемпіонат Львівської області.

## Виступи у професіоналах
| Сезон   | Ліга       | Ігор | В  | Н  | П  | М'ячі | Очок | Місце   | Кубок              | Примітки                  |
| ------- | ---------- | ---- | -- | -- | -- | ----- | ---- | ------- | ------------------ | ------------------------- |
| 1995/96 | Друга ліга | 40   | 20 | 7  | 13 | 49-35 | 67   | 8 (22)  | 1/16 (другий етап) |                           |
| 1996/97 | Друга ліга | 30   | 10 | 7  | 13 | 29−28 | 37   | 10 (16) | 1/32 (другий етап) |                           |
| 1997/98 | Друга ліга | 34   | 9  | 11 | 14 | 29−43 | 38   | 16 (18) | 1/64               |                           |
| 1998/99 | Друга ліга | 28   | 2  | 4  | 22 | 9−16  | 4    | 15 (15) | Не брав участь     | Знявся після першого кола |

## Відомі футболісти
- Юрій Беньо
- Володимир Єзерський
- Володимир Мариняк
- Віталій Постранський
- Гамарник Тарас
- Віктор Вацко[7]

## Досягнення
- Кубок України з футболу серед аматорів: 2002
- Кубок Львівської області з футболу: сезон 1994/95
- Чемпіон України серед аматорів: 1994/95
- Чемпіонат Львівщини:
  -  чемпіон: 1958, 1994
  -  срібний призер: 2002, 2003, 2004